# Atractus poeppigi
Atractus poeppigi este o specie de șerpi din genul Atractus, familia Colubridae, descrisă de Giorgio Jan în anul 1862. A fost clasificată de IUCN ca specie cu risc scăzut. Conform Catalogue of Life specia Atractus poeppigi nu are subspecii cunoscute.